# Stammstrecke 1 (Stadtbahn Dortmund)
| Zug der U49 im Bahnhof Kampstraße |                                      |                                                 |                                                 |
| Spurweite: | 1435 mm (Normalspur)                 |                                                 |                                                 |
| Stromsystem: | Oberleitung 750 V =                  |                                                 |                                                 |
| Streckengeschwindigkeit: | 80 km/h                              |                                                 |                                                 |
| |                                      |                                                 |                                                 |
| Eröffnung: | 2. Juni 1984                         |                                                 |                                                 |
| Linien: | U 41 U 45 U 47 U 49                  |                                                 |                                                 |
| Unterirdische Stationen: | 8 (Stammstrecke) + 7 (andere Tunnel) |                                                 |                                                 |
| Stammstrecke (Innenstadttunnel) |                                      |                                                 |                                                 |
| \| \| \| U 41 Nord \| \| \| \| \| U 47 Nord \| \| \| \| 6,3 \| Leopoldstraße \| Leopoldstraße \| \| \| \| Wendeanlage Hbf \| \| \| \| 5,9 \| Hauptbahnhof U 45 U 49 S 1 S 2 S 5 RB RE IC ICE \| Hauptbahnhof U 45 U 49 S 1 S 2 S 5 RB RE IC ICE \| \| \| 5,5 \| Kampstraße U 43 U 44 \| Kampstraße U 43 U 44 \| \| \| 4,9 \| Stadtgarten U 42 U 46 \| Stadtgarten U 42 U 46 \| \| \| 4,4 \| DO-Stadthaus S 4 \| DO-Stadthaus S 4 \| \| \| \| Wendeanlage Stadthaus \| \| \| \| 3,8 \| Markgrafenstraße \| Markgrafenstraße \| \| \| \| \| \| \| \| \| Westfalenpark \| \| \| \| \| U 45 Süd \| U 49 Süd \| \| \| \| Abstellanlage Märkische Straße \| \| \| \| \| Märkische Straße \| \| \| \| \| U 41 Süd \| \| \| \| \| U 47 Süd \| \| |                                      |                                                 |                                                 |
| U-Bahn-Strecke (im Tunnel) |                                      | U 41 Nord                                       | U 41 Nord                                       |
| U-Bahn-Strecke quer (im Tunnel) · U-Bahn-Abzweig geradeaus und von rechts (im Tunnel) |                                      | U 47 Nord                                       | U 47 Nord                                       |
| U-Bahn-Bahnhof (im Tunnel) | 6,3                                  | Leopoldstraße                                   | Leopoldstraße                                   |
| |                                      | Wendeanlage Hbf                                 |                                                 |
| U-Bahn-Bahnhof (im Tunnel) | 5,9                                  | Hauptbahnhof U 45 U 49 S 1 S 2 S 5 RB RE IC ICE | Hauptbahnhof U 45 U 49 S 1 S 2 S 5 RB RE IC ICE |
| U-Bahn-Turmbahnhof mit Tunnelstrecke (im Tunnel) | 5,5                                  | Kampstraße U 43 U 44                            | Kampstraße U 43 U 44                            |
| U-Bahn-Turmbahnhof mit Tunnelstrecke (im Tunnel) | 4,9                                  | Stadtgarten U 42 U 46                           | Stadtgarten U 42 U 46                           |
| U-Bahn-Bahnhof (im Tunnel) | 4,4                                  | DO-Stadthaus S 4                                | DO-Stadthaus S 4                                |
| |                                      | Wendeanlage Stadthaus                           |                                                 |
| U-Bahn-Bahnhof (im Tunnel) | 3,8                                  | Markgrafenstraße                                | Markgrafenstraße                                |
| U-Bahn-Strecke von links (im Tunnel) · U-Bahn-Abzweig geradeaus und nach rechts (im Tunnel) |                                      |                                                 |                                                 |
| U-Bahn-Bahnhof Streckenende (im Tunnel) · U-Bahn-Strecke (im Tunnel) |                                      | Westfalenpark                                   | Westfalenpark                                   |
| U-Bahn-Verschwenkung nach links und nach rechts · U-Bahn-Strecke (im Tunnel) |                                      | U 45 Süd                                        | U 49 Süd                                        |
| |                                      | Abstellanlage Märkische Straße                  |                                                 |
| U-Bahn-Bahnhof (im Tunnel) |                                      | Märkische Straße                                | Märkische Straße                                |
| U-Bahn-Strecke von links (im Tunnel) · U-Bahn-Abzweig geradeaus und nach rechts (im Tunnel) |                                      | U 41 Süd                                        | U 41 Süd                                        |
| U-Bahn-Tunnelende |                                      | U 47 Süd                                        | U 47 Süd                                        |

Die Stammstrecke I ist eine von drei Stammstrecken der Stadtbahn in Dortmund. Die offizielle Aufnahme des Stadtbahnbetriebs fand bei Eröffnung des Innenstadtabschnittes am 2. Juni 1984 statt, obwohl bereits am 27. Mai 1983 ein Außenabschnitt eröffnet worden war. Sie führt grob vom Norden und Nordwesten nach Süden und Südosten, außerdem bedient sie den Hauptbahnhof.

## Geschichte
Die Geschichte der ersten Stammstrecke begann am 7. Juli 1969, als Dortmund der Stadtbahngesellschaft Ruhr mbH (später Stadtbahngesellschaft Rhein-Ruhr mbH) beitrat. Diese Gesellschaft hatte das Ziel, aus dem engmaschigen Straßenbahnnetz des Rhein-Ruhrgebiets ein kreuzungsfreies, städteverbindendes U-Bahn-Netz zu entwickeln. Wegen der städteverbindenden Funktion dieses U-Bahn-Netzes wurde das geplante Netz Stadtbahn genannt. In Dortmund sollte ein Netz mit drei Strecken, die sich in der Innenstadt in einem Dreieck kreuzen (ähnlich den Metros in osteuropäischen Städten, bspw. Metro Prag) gebaut werden. Die Bauarbeiten an der ersten Stammstrecke begannen am 22. Oktober 1969. Der erste Tunnelabschnitt wurde 1983 im südlichen Stadtteil Hörde eröffnet, dieser wurde jedoch bis zur Eröffnung der Innenstadtstrecke 1984 von den Straßenbahnlinien 401 und 406 befahren.
Nahezu der gesamte Tunnel wurde am 2. Juni 1984 zwischen Leopoldstraße und Westfalenpark mit einer abzweigenden Tunnelrampe zur damals noch an der Oberfläche befindlichen Haltestelle Märkische Straße eröffnet, ebenso wurden die ersten drei Stadtbahnlinien in Betrieb genommen.
| Linie | Linienweg (Tunnelstationen fett) |
| ----- | --- |
| U 41  | Brambauer – Brechten – Fredenbaum – Leopoldstraße – Hauptbahnhof – Kampstraße – Stadtgarten – Stadthaus – Markgrafenstraße – Märkische Straße – Willem-van-Vloten-Straße – Hörde Bf – Clarenberg                                                |
| U 45  | Mengede – Nette – Huckarde – Hafen – Schützenstraße – Leopoldstraße – Hauptbahnhof – Kampstraße – Stadtgarten – Stadthaus – Markgrafenstraße – Westfalenpark – Hacheney (bei Veranstaltungen im Stadion ab Westfalenpark nach Westfalenstadion) |
| U 47  | (Huckarde – Hafen – Schützenstraße – Leopoldstraße –) Hauptbahnhof – Kampstraße – Stadtgarten – Stadthaus – Markgrafenstraße – Märkische Straße – Hauptfriedhof – Aplerbeck                                                                     |

Wegen Einsprüchen im Planungsverfahren wurde der fehlende Tunnelabschnitt zwischen Markgrafenstraße und Hörde Bahnhof erst 1986 in Betrieb genommen, zusätzlich wurde in diesem für die Strecke nach Aplerbeck hinter Märkische Straße eine kreuzungsfreie Ausfädelung gebaut. Die provisorische Rampe vor der Station Märkische Straße blieb vorerst zum Erreichen des Betriebshofs Westfalendamm erhalten.

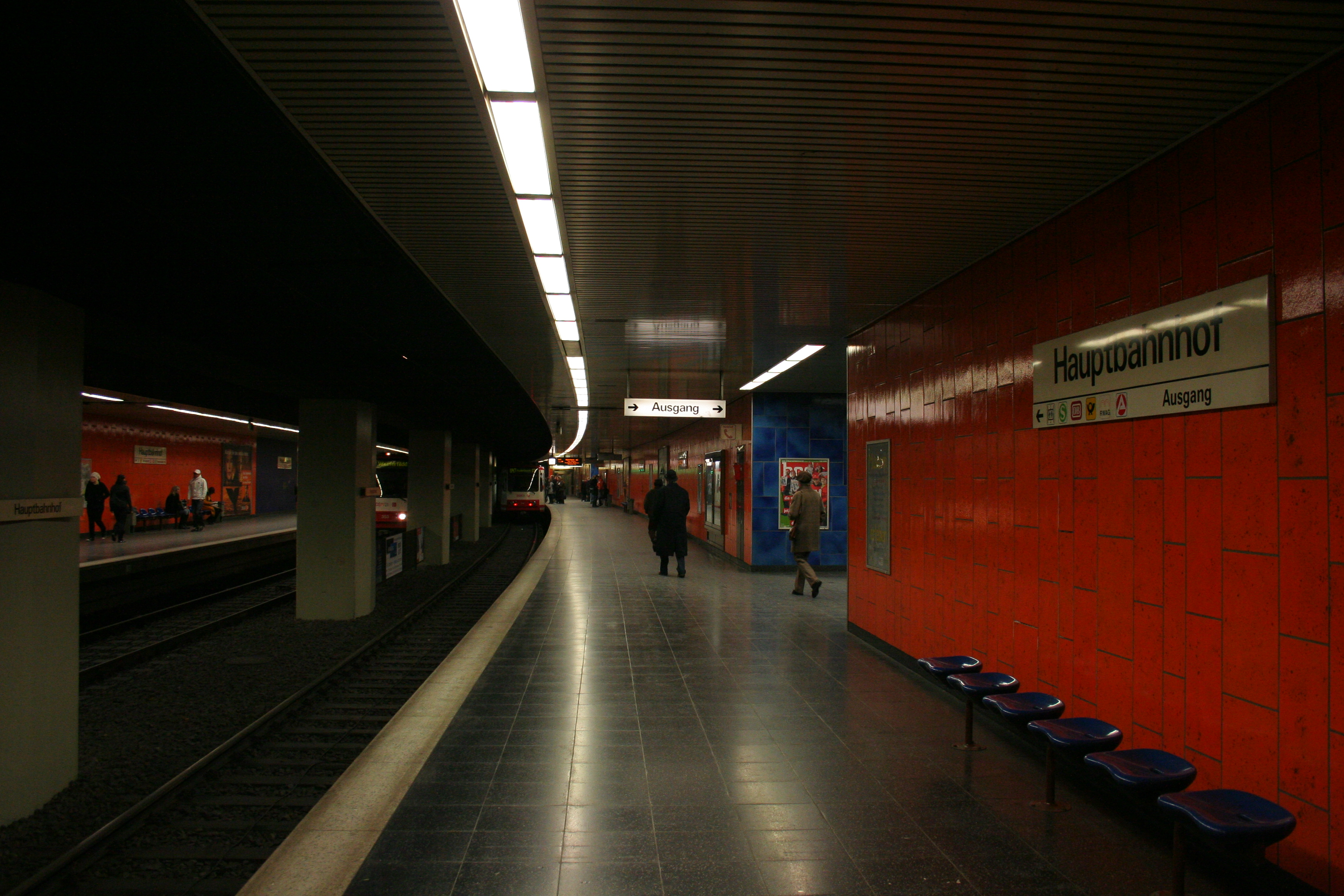
Hauptbahnhof

Zunächst wurde die Strecke mit Straßenbahnwagen des Typs N befahren, da die ersten Stadtbahnwagen B erst 1986 eintrafen. Erst 1999 konnten die letzten N-Wagen auf der Stammstrecke I aus dem Verkehr gezogen werden, nachdem die traditionellen Straßenbahnstrecken an der Oberfläche für den Einsatz der B-Wagen umgebaut wurden.
Nachdem 1991 eine neue Wendeanlage an der Station Hafen eröffnet wurde, wurde das bereits geringfügig geänderte Stadtbahnnetz besonders im Nordteil neugeordnet, dabei übernahm u. a. die Stadtbahnlinie U49 den Ast nach Brambauer.
| Linie | Linienweg (Tunnelstationen fett) |
| ----- | --- |
| U 41  | Hafen – Schützenstraße – Leopoldstraße – Hauptbahnhof – Kampstraße – Stadtgarten – Stadthaus – Markgrafenstraße – Märkische Straße – Karl-Liebknecht-Straße – Willem-van-Vloten-Straße – Hörde Bf – Clarenberg |
| U 45  | Brambauer – Brechten – Fredenbaum – Münsterstraße – Leopoldstraße – Hauptbahnhof – Kampstraße – Stadtgarten – Stadthaus – Markgrafenstraße – Westfalenpark – Westfalenstadion                                  |
| U 47  | Westerfilde – Nette – Huckarde – Hafen – Schützenstraße – Leopoldstraße – Hauptbahnhof – Kampstraße – Stadtgarten – Stadthaus – Markgrafenstraße – Märkische Straße – Hauptfriedhof – Aplerbeck                |
| U 49  | Fredenbaum – Münsterstraße – Leopoldstraße – Hauptbahnhof – Kampstraße – Stadtgarten – Stadthaus – Markgrafenstraße – Westfalenpark – Hacheney                                                                 |

2005 wurden die aktuellen Linienverläufe eingeführt (siehe nächster Abschnitt).

## Betrieb

### Linien
| Linie | Linienweg (Tunnelstationen in fetter Schrift) / Anmerkungen | Takt (Mo–Fr)              |
| ----- | --- | ------------------------- |
|       | Brambauer Verkehrshof1 – Brambauer Krankenhaus – Lünen, Herrentheystraße – Dortmund, Oetringhauser Straße – Brechten Zentrum2 – Wittichstraße – Maienweg – Waldesruh – Grävingholz – Externberg – Amtsstraße – Zeche Minister Stein – Güterstraße – Fredenbaum – Immermannstraße/Klinikzentrum Nord – Lortzingstraße – U Münsterstraße – U Leopoldstraße – U Dortmund Hbf – U Kampstraße – U Stadtgarten – U DO-Stadthaus – U Markgrafenstraße – U Märkische Straße – U Karl-Liebknecht-Straße – U Willem-van-Vloten-Straße – U DO-Hörde, Bahnhof – U Dortmund, Clarenberg3 | 20 min (1–2) 10 min (2–3) |
|       | ( Dortmund, Fredenbaum – Immermannstraße/Klinikzentrum Nord – Lortzingstraße – U Münsterstraße – U Leopoldstraße – ) U Dortmund Hbf – U Kampstraße – U Stadtgarten – U DO-Stadthaus – U Markgrafenstraße – U Westfalenpark – Remydamm – U Westfalenhallen Während der HVZ wird die Linie bis zur Haltestelle Fredenbaum verlängert. Bei Veranstaltungen wird sie ab dem/bis zum Haltepunkt Stadion eingesetzt; ab Westfalenhallen verkehrt sie weiter als U46 in Richtung Brunnenstraße.                                                                                    | 10 min                    |
|       | ( U Dortmund Hbf – U Kampstraße – U Stadtgarten – U DO-Stadthaus – Markgrafenstraße – U Westfalenpark – Dortmund, Stadion ) | \|                        |
|       | DO-Westerfilde – Obernette – Buschstraße – Parsevalstraße – Huckarde Bushof – Huckarde Abzweig – Insterburger Straße – Hafen – U Schützenstraße – U Leopoldstraße – U Dortmund Hbf – U Kampstraße – U Stadtgarten – U DO-Stadthaus – U Markgrafenstraße – U Märkische Straße – Kohlgartenstraße – Voßkuhle – Lübkestraße – Max-Eyth-Straße – Stadtkrone Ost – Hauptfriedhof – Allerstraße/Westfälische Klinik für Psychiatrie – Westendorfstraße – Schürbankstraße – DO-Aplerbeck                                                                                           | 10 min                    |
|       | ( Dortmund, Hafen – U Schützenstraße – U Leopoldstraße – ) U Dortmund Hbf – U Kampstraße – U Stadtgarten – U DO-Stadthaus – U Markgrafenstraße – U Westfalenpark – Rombergpark – DO-Hacheney Während der HVZ an Schultagen wird die Linie bis zur Haltestelle Hafen verlängert | 10 min                    |

Die Linien U45 und U46 werden jeweils an den Westfalenhallen zu einer Linie durchgebunden.
Werktags in der HVZ setzen die Züge der U45 am Hauptbahnhof aus, um dort als U49 Richtung Hacheney wieder einzusetzen, während die Züge der U49 am Hafen aussetzen und dort wieder als U45 Richtung Westfalenhallen einsetzen. Werktags in der SVZ und am Wochenende findet dieser Linienwechsel ausschließlich am Hauptbahnhof statt.

### Fahrzeuge
Nach dem Abziehen der Stadtbahnwagen N im November 1999 werden auf allen Linien fast ausschließlich Fahrzeuge des Typs B80C eingesetzt. Die aus Bonn übernommenen Fahrzeuge des Typs B100S verkehrten bis zu ihrer Ausmusterung 2024 zum Ein- und Ausrücken in äußerst seltenen Fällen über den Linienweg der U45. 

### Barrierefreiheit
Bis auf vier Stationen auf der U47 Süd sind sämtliche Stationen mit Hochbahnsteigen ausgestattet, sie sind barrierefrei zugänglich.

## U41 Nord
| \| \| \| Brambauer Verkehrshof U 41 \| \| \| \| \| Brambauer Krankenhaus \| \| \| \| \| Herrentheystraße \| \| \| \| \| Stadtgrenze Dortmund/Lünen \| \| \| \| \| Oetringhauser Straße \| \| \| \| \| Brechten Zentrum U 41 \| \| \| \| \| Wittichstraße \| \| \| \| \| Maienweg \| \| \| \| \| Waldesruh \| \| \| \| \| Grävingholz \| \| \| \| \| Externberg \| \| \| \| \| Amtsstraße \| \| \| \| \| Zeche Minister Stein \| \| \| \| \| Güterstraße \| \| \| \| \| Schleife Fredenbaum \| \| \| \| \| Fredenbaum U 45 \| \| \| \| \| Immermannstraße \| \| \| \| \| Lortzingstraße \| \| \| \| \| \| \| \| \| \| Münsterstraße \| \| \| \| \| weiter als Innenstadttunnel (siehe oben) \| \| |  |                                          |                                          |
| U-Bahn-Kopfbahnhof Streckenanfang |  | Brambauer Verkehrshof U 41               | Brambauer Verkehrshof U 41               |
| U-Bahn-Haltepunkt / Haltestelle |  | Brambauer Krankenhaus                    | Brambauer Krankenhaus                    |
| U-Bahn-Haltepunkt / Haltestelle |  | Herrentheystraße                         | Herrentheystraße                         |
| U-Bahn-Grenze |  | Stadtgrenze Dortmund/Lünen               | Stadtgrenze Dortmund/Lünen               |
| U-Bahn-Haltepunkt / Haltestelle |  | Oetringhauser Straße                     | Oetringhauser Straße                     |
| U-Bahn-Bahnhof |  | Brechten Zentrum U 41                    | Brechten Zentrum U 41                    |
| U-Bahn-Haltepunkt / Haltestelle |  | Wittichstraße                            | Wittichstraße                            |
| U-Bahn-Haltepunkt / Haltestelle |  | Maienweg                                 | Maienweg                                 |
| U-Bahn-Haltepunkt / Haltestelle |  | Waldesruh                                | Waldesruh                                |
| U-Bahn-Haltepunkt / Haltestelle |  | Grävingholz                              | Grävingholz                              |
| U-Bahn-Haltepunkt / Haltestelle |  | Externberg                               | Externberg                               |
| U-Bahn-Haltepunkt / Haltestelle |  | Amtsstraße                               | Amtsstraße                               |
| U-Bahn-Haltepunkt / Haltestelle |  | Zeche Minister Stein                     | Zeche Minister Stein                     |
| U-Bahn-Haltepunkt / Haltestelle |  | Güterstraße                              | Güterstraße                              |
| |  | Schleife Fredenbaum                      |                                          |
| U-Bahn-Bahnhof |  | Fredenbaum U 45                          | Fredenbaum U 45                          |
| U-Bahn-Haltepunkt / Haltestelle |  | Immermannstraße                          | Immermannstraße                          |
| U-Bahn-Haltepunkt / Haltestelle |  | Lortzingstraße                           | Lortzingstraße                           |
| U-Bahn-Tunnelanfang |  |                                          |                                          |
| U-Bahn-Haltepunkt / Haltestelle (im Tunnel) |  | Münsterstraße                            | Münsterstraße                            |
| U-Bahn-Strecke (im Tunnel) |  | weiter als Innenstadttunnel (siehe oben) | weiter als Innenstadttunnel (siehe oben) |

### Als Stadtbahnstrecke
Mit der Eröffnung des Innenstadttunnels wurden die Linien 401 und 403 durch die U41 ersetzt. Der neue Tunnel endet nach der unterirdischen Haltestelle Münsterstraße kurz vor der Haltestelle Lortzingstraße, um von dort wieder auf die traditionelle Strecke zu wechseln. Anschließend führt die Strecke entlang der Bundesstraße 54 durch Eving nach Brechten, wo die B 54 verlassen wird. Nach einem Halt an der Oetringhauser Straße wird die Stadt Dortmund und damit das Gebiet des VRR verlassen. Sie erreicht schließlich den Lüner Stadtteil Brambauer. Auf dem Lüner Gebiet gilt im Binnenverkehr jetzt der Westfalentarif (WT). In den Hauptverkehrszeiten fährt die Linie U45 auf diesem Abschnitt bis Fredenbaum.

### Straßenbahn als Vorläufer
Dieser Streckenast hat eine lange Geschichte als Straßenbahn. Als erster Abschnitt ging bereits am 1. Juni 1881 die Strecke vom Steinplatz durch die Münsterstraße zum Fredenbaum in Betrieb, zunächst als Pferdebahn und eingleisig mit Ausweichen, betrieben von der privaten Dortmunder Straßenbahn für Pferde- und Dampfbetrieb, schon ab 4. Oktober 1881 von einem neuen Betreiber Deutsche Lokal- und Straßenbahn-Gesellschaft übernommen, diese schließlich 1891 umbenannt in Allgemeine Lokal- und Straßenbahngesellschaft (ALSAG), von der 1893 die Elektrifizierung mit Oberleitung beschlossen wurde. Der längste Teil der Strecke wurde am 14. Dezember 1904 vom Fredenbaum über Eving und Brechten nach Brambauer als Teil der damaligen Elektrischen Straßenbahnen des Landkreises Dortmund eröffnet, komplett auf der heutigen Streckenführung der U41.
Die Stammstrecke hatte zeitweise zwei Abzweigungen: Ab Januar 1905 eine Strecke von Minister Stein über Kemminghausen, Schulte-Rödding, Kirchderne und Altenderne nach Lünen Markt, genauer gesagt von Minister Stein über die heutige Deutsche Straße, Preußische Straße, Bayrische Straße, (Schulte Rödding), Derner Straße, Altenderner Straße, Gahmener Straße, Bahnstraße, Jägerstraße, Bebelstraße, Kurt-Schumacher-Straße und Lange Straße zum Markt Lünen. Der Abschnitt dieser Strecke bis Schulte-Rödding wurde schon 1914 wieder stillgelegt, die Reststrecke über die Bornstraße (heute U42, Stammstrecke 2) angeschlossen.
In den späten 1920er Jahren gab es (nie verwirklichte) Pläne, die Verbindungsstrecke Minister Stein – Schulte Rödding durch Kemminghausen wieder aufzubauen. Im amtlichen Messtischblatt „Dortmund“ von 1927 ist eine gegenüber 1905 leicht veränderte, nördlichere Streckenführung (über Deutsche Straße und Bayrische Straße) dargestellt, wobei unklar ist, ob sie bloß geplant oder schon tatsächlich gebaut wurde, ohne in Betrieb zu gehen. Auch nach dem Zweiten Weltkrieg und in den 1960er Jahren gab es solche Pläne. Wahrscheinlich war das an der Haltestelle Schulte-Rödding am Ende der Bayrischen Straße gebaute vollständige Gleisdreieck als Vorleistung dafür gedacht, diente dann aber nur als Wendedreieck für die Linie 16 (Hörde – Schulte-Rödding).
1927 kam eine Zweigstrecke von Minister Stein nach Lindenhorst dazu, die 1973 stillgelegt wurde.
In Brambauer konnte vom 23. Dezember 1924 bis zum 6. September 1953 in eine meterspurige Straßenbahn der Vestischen Kleinbahnen (ab 1940 Vestische Straßenbahnen) über Waltrop nach Meckinghoven umgestiegen werden. Mit Einführung des einheitlichen VRR-Tarifs 1980 wurden die auf dem heutigen Nordast der U41 verkehrenden Linien 1 und 3 zu den Linien 401 und 403.
| Linie | Linienweg (Tunnelstationen fett) |
| ----- | --- |
| 401   | Brambauer – Brechten – Externberg – Fredenbaum – Hauptbahnhof – Westentor – Kampstraße – Stadttheater – Neutor – Westfalendamm – Hörder Brückenplatz – Brücherhofstraße |
| 403   | Fredenbaum – Hauptbahnhof – Westentor – Kampstraße – Stadttheater – Westfalenhalle – Stadion Rote Erde                                                                  |

## U47 Nord
| NGT8 auf Fahrschulfahrt am Hafen |  |                                          |                                          |
| \| \| \| Mengede bis 1989 \| \| \| \| \| Wodanstraße bis 1989 \| \| \| \| \| Haberlandstraße bis 1989 \| \| \| \| \| Wachteloh bis 1989 \| \| \| \| \| Bodelschwingher Straße bis 1989 \| \| \| \| \| DO-Westerfilde Bf U 47 S2 \| \| \| \| \| Obernette \| \| \| \| \| Güterumgehungsbahn (niveaugleich) \| \| \| \| \| Buschstraße \| \| \| \| \| Parsevalstraße \| \| \| \| \| Huckarde Bushof \| \| \| \| \| geplanter Abzweig nach Kirchlinde \| \| \| \| \| Huckarde Abzweig \| \| \| \| \| Insterburger Straße \| \| \| \| \| \| \| \| \| \| \| \| \| \| \| \| \| \| \| \| Betriebshof Dorstfeld \| \| \| \| \| Stammstrecke III \| \| \| \| \| Hafen U 49 \| \| \| \| \| \| \| \| \| \| Schützenstraße \| \| \| \| \| weiter als Innenstadttunnel (siehe oben) \| \| |  |                                          |                                          |
| U-Bahn-Kopfbahnhof Streckenanfang (Strecke außer Betrieb) |  | Mengede bis 1989                         | Mengede bis 1989                         |
| U-Bahn-Haltepunkt / Haltestelle (Strecke außer Betrieb) |  | Wodanstraße bis 1989                     | Wodanstraße bis 1989                     |
| U-Bahn-Haltepunkt / Haltestelle (Strecke außer Betrieb) |  | Haberlandstraße bis 1989                 | Haberlandstraße bis 1989                 |
| U-Bahn-Haltepunkt / Haltestelle (Strecke außer Betrieb) |  | Wachteloh bis 1989                       | Wachteloh bis 1989                       |
| U-Bahn-Haltepunkt / Haltestelle (Strecke außer Betrieb) |  | Bodelschwingher Straße bis 1989          | Bodelschwingher Straße bis 1989          |
| U-Bahn-Kopfbahnhof Strecke bis hier außer Betrieb |  | DO-Westerfilde Bf U 47 S2                | DO-Westerfilde Bf U 47 S2                |
| U-Bahn-Haltepunkt / Haltestelle |  | Obernette                                | Obernette                                |
| U-Bahn-Kreuzung mit Eisenbahn |  | Güterumgehungsbahn (niveaugleich)        | Güterumgehungsbahn (niveaugleich)        |
| U-Bahn-Haltepunkt / Haltestelle |  | Buschstraße                              | Buschstraße                              |
| U-Bahn-Haltepunkt / Haltestelle |  | Parsevalstraße                           | Parsevalstraße                           |
| U-Bahn-Haltepunkt / Haltestelle |  | Huckarde Bushof                          | Huckarde Bushof                          |
| U-Bahn-Abzweig geradeaus und ehemals von rechts |  | geplanter Abzweig nach Kirchlinde        | geplanter Abzweig nach Kirchlinde        |
| U-Bahn-Haltepunkt / Haltestelle |  | Huckarde Abzweig                         | Huckarde Abzweig                         |
| U-Bahn-Haltepunkt / Haltestelle |  | Insterburger Straße                      | Insterburger Straße                      |
| U-Bahn-Tunnelanfang |  |                                          |                                          |
| U-Bahn-Strecke von links (im Tunnel) · U-Bahn-Abzweig geradeaus und von rechts (im Tunnel) |  |                                          |                                          |
| U-Bahn-Tunnelende · U-Bahn-Tunnelende |  |                                          |                                          |
| U-Bahn-Dienststation / Betriebs- oder Güterbahnhof · U-Bahn-Strecke |  | Betriebshof Dorstfeld                    | Betriebshof Dorstfeld                    |
| U-Bahn-Abzweig quer, nach links und ehemals nach rechts · U-Bahn-Strecke |  | Stammstrecke III                         | Stammstrecke III                         |
| U-Bahn-Bahnhof |  | Hafen U 49                               | Hafen U 49                               |
| U-Bahn-Tunnelanfang |  |                                          |                                          |
| U-Bahn-Haltepunkt / Haltestelle (im Tunnel) |  | Schützenstraße                           | Schützenstraße                           |
| U-Bahn-Strecke (im Tunnel) |  | weiter als Innenstadttunnel (siehe oben) | weiter als Innenstadttunnel (siehe oben) |

### Als Stadtbahnstrecke
Gleich mit der Eröffnung des Innenstadttunnels zum Hafen (1984) wurde die ganze Strecke als U45 bezeichnet, obwohl sie jenseits des Hafens alles andere als stadtbahnmäßig ausgebaut war. Am 31. Mai 1989 wurde wegen des S-Bahn-Baus (S 2) auf der Bahnstrecke Welver–Sterkrade sowie der ungünstigen Streckenführung der Abschnitt Westerfilde – Mengede stillgelegt. Ab dem 12. Januar 1992 wurde die Linie auf eine Neubaustrecke über die verlängerte und als Stadtautobahn ausgebaute Mallinckrodtstraße verlegt, die auch einen kurzen Tunnel unter der Abfahrtsrampe zur Huckarder Straße mit dem Abzweig einer Betriebsstrecke zum Betriebshof in Dorstfeld umfasst und über die Haltestelle Insterburger Straße am Dorstfelder Pumpwerk wieder in die Bestandsstrecke mündet.
Kurzzeitig von der U49 befahren, führt seit 1990 die regulär U47 dorthin, zudem fuhr zeitweise die U41 in der Hauptverkehrszeit bis Hafen, seit 2003 endet die U49 zeitweise dort. Gelegentlich finden, wie auch auf allen anderen Strecken üblich, von bzw. nach Westerfilde außerplanmäßige Fahrten anderer Linien statt, beispielsweise bei Betriebsbeginn und -schluss oder zwecks Fahrzeugwechsel.

### Straßenbahn als Vorläufer
Der Streckenast zum Hafen, nach Huckarde und Westerfilde hat eine Vorläuferin als Straßenbahn, lange Zeit als Linie 5, nach Einführung des VRR-Tarifs 1980 als 405. Deren erstes Teilstück ging bereits 1898 in Betrieb, vom Steinplatz durch die Steinstraße, Roßstraße, Schützenstraße und Mallinckrodtstraße zum Hafen. Nachdem 1910 das Gelände des Hauptbahnhofs und seiner Zulaufstrecken – Cöln-Mindener und Bergisch-Märkische Eisenbahn – mit Aufschüttungen und Bahndämmen höher gelegt worden war, konnte 1911 die Straßenbahn durch die neuen Unterführungen im Zuge der Schützenstraße und die Bahnhofstraße zum stadtseitigen Bahnhofsvorplatz (heute Königswall) geführt werden. 1916 folgte eine Verlängerung durch die Westfaliastraße und den Fleischerhaken, eine mit scharfen und engen Kurven geführte Folge von Über- und Unterführungen mehrerer Eisenbahnstrecken im Zuge der Franziusstraße, nach Huckarde Markt.
1923 wurde die Strecke als Schnellstraßenbahn nach Mengede verlängert. Diese führte – wie heute noch die U47 – abseits der Straßen durch damals weitgehend unbebautes Gebiet über Obernette nach Westerfilde, folgte dann der damaligen Güterbahn im großen Bogen – weiter ausholend als heute die S-Bahn-Strecke – westlich am kleinen Friedhof Bodelschwingh am Wachteloh vorbei nach Nette / Oestrich (Kreuzungsbereich  Haberlandstraße / Käthe-Kollwitz-Straße), vorbei am Werksgelände der Zeche Adolf von Hansemann und durch die Dönnstraße zur ursprünglichen Umsetz-Endstelle, die man am damaligen nördlichen Ortsausgang (Einmündung Mengeder Straße / Mengeder Schulstraße) angelegt hatte, weil eine künftige weitere Verlängerung nach Waltrop sicher erschien. Dem kamen allerdings am 28. Dezember 1924 die Vestischen Kleinbahnen (ab 1940 Vestische Straßenbahnen) zuvor mit der Eröffnung einer meterspurigen Straßenbahn von Brambauer über Waltrop nach Datteln-Meckinghofen (stillgelegt am 6. September 1953). Danach erschien eine Verlängerung der Schnellstraßenbahn nicht mehr wirtschaftlich. In den 1950er Jahren wurde die Endstelle deshalb ins Ortszentrum zurückgenommen.
Für den Zweck einer angedachten Verlängerung war diese Strecke zeitweise auf 1200 Volt Fahrspannung elektrifiziert, wofür extra darauf ausgelegte, vierachsige Triebwagen zum Einsatz kamen, die nach Beschädigungen aufgrund des Zweiten Weltkriegs zunächst mit neuen Wagenkästen wiederaufgebaut, jedoch bereits bis in die frühen 1960er Jahren ausgemustert und verschrottet wurden.

## U45 Süd und U49 Süd
| U-Bahn-Strecke                                                                  |  | weiter als Innenstadttunnel (siehe oben) | weiter als Innenstadttunnel (siehe oben) |
| U-Bahn-Haltepunkt / Haltestelle                                                 |  | Remydamm                                 | Remydamm                                 |
| U-Bahn-Strecke von links · U-Bahn-Abzweig geradeaus, nach rechts und von rechts |  |                                          |                                          |
| U-Bahn-Tunnelanfang · U-Bahn-Haltepunkt / Haltestelle                           |  | Stadion U 45E (nur bei Veranstaltungen)  | Stadion U 45E (nur bei Veranstaltungen)  |
| U-Bahn-Bahnhof (im Tunnel)                                                      |  | Westfalenhallen U 45↔U 46                | Westfalenhallen U 45↔U 46                |
|                                                                                 |  | Wendeanlage Westfalenhallen              |                                          |
| U-Bahn-Strecke (im Tunnel)                                                      |  | weiter als Stammstrecke II               | weiter als Stammstrecke II               |

| U-Bahn-Strecke                                          |  | weiter als Innenstadttunnel (siehe oben) | weiter als Innenstadttunnel (siehe oben) |
| U-Bahn-Haltepunkt / Haltestelle                         |  | Rombergpark                              | Rombergpark                              |
| U-Bahn-Kopfbahnhof Strecke ab hier außer Betrieb        |  | Hacheney U 49                            | Hacheney U 49                            |
| U-Bahn-Haltepunkt / Haltestelle (Strecke außer Betrieb) |  | Preinstraße/Zillestraße (geplant)        | Preinstraße/Zillestraße (geplant)        |
| U-Bahn-Haltepunkt / Haltestelle (Strecke außer Betrieb) |  | Markt (geplant)                          | Markt (geplant)                          |
| U-Bahn-Kopfbahnhof Streckenende (Strecke außer Betrieb) |  | Godekindstraße (geplant)                 | Godekindstraße (geplant)                 |

### Als Stadtbahnstrecken
Als 1990 der Abzweig zum Stadion auch regelmäßig befahren werden sollte, wurde die U45 geteilt, nach Hacheney fuhr nun die U49, während zum Stadion die U45 fuhr. Zeitgleich wurde ein Haltepunkt am Remydamm eingerichtet. Als am 24. Mai 1998 die zur Stammstrecke II gehörende Stadtbahnstrecke Stadtgarten – Polizeipräsidium zu den Westfalenhallen verlängert wurde, wurde die U45 ebenfalls dorthin umgeleitet, und mit der dort verkehrenden Linie U46 verbunden. Die Haltestelle am Stadion wird seitdem nur noch bei Veranstaltungen bedient. Geplant ist eine Verlängerung der U49 nach Wellinghofen mit drei neuen Stationen.

### Straßenbahn als Vorläufer
Von allen heutigen Stadtbahnstrecken hat die U49 Süd die kürzeste Vorgeschichte als Straßenbahn. Nach dem Zweiten Weltkrieg wurden in den frühen 1950er Jahren zwei etwa 30 m breite Verkehrsschneisen durch die noch weitgehend zerstörte Innenstadt geschlagen: Eine Nord-Süd-Achse (Bornstraße – Kuckelke –  Kleppingstraße – Ruhrallee) und eine Ost-West-Achse (Hamburger Straße – Brüderweg – Kampstraße – Rheinische Straße). Man konnte dabei auf frühere Überlegungen aus der Zeit vor und nach 1933 aufbauen, u. a. auf Studien von 1929 (Architekten Pinno und Grund) und von 1938 (Hermann Jansen) zur Verbreiterung von Brüderweg und Kampstraße sowie von  1939 zur Neuanlage der heutigen Kleppingstraße und einer weiteren Achse zum Nazi-Gauzentrum. Da nur noch wenige Gebäude im Weg standen, das Aufbaugesetz von 1950 solche Planungen begünstigte, und weil Dortmund in der Wiederaufbauzeit des beginnenden „Wirtschaftswunders“ als Industriestadt finanziell vergleichsweise gut dastand, waren die Planungen innerhalb des Wallringes schon bis Mitte der 1950er Jahre vollendet und dienten dann natürlich auch als wichtige Straßenbahntrassen. Die von Derne über die Bornstraße kommende damalige Straßenbahnlinie 6 wurde durch Kuckelke und Kleppingstraße zunächst bis zum nördlichen Ende der Ruhrallee am Neutor verlängert, dann ab dem 1. November 1957 über die neu ausgebaute Ruhrallee zum provisorischen Gleisdreieck Markgrafenstraße und schließlich am 30. April 1959 als kreuzungsfreie Schnellstraßenbahnstrecke über den Westfalenpark nach Hacheney (entlang der Bundesstraße 54). Dazu gehörte auch die Straßenbahnstrecke entlang dem Remydamm zum Stadion mit ursprünglich ebenerdiger Kreuzung der Ardeystraße. Dorthin ging es damals nur zu Veranstaltungen. 1965 bedienten die Straßenbahnlinien 6 und 13 die Strecke. 1974 waren es dann die Linien 5 und 5E. Bei Einführung des VRR-Tarif 1980 wurde daraus die Linie 405 und bei Eröffnung des Innenstadttunnels (und Stilllegung des Straßenbahn-Vorlaufs durch die innere Ruhrallee) die U45.

## U41 Süd
| U-Bahnhof Clarenberg |  |                                          |                                          |
| \| \| \| weiter als Innenstadttunnel (siehe oben) \| \| \| \| Karl-Liebknecht-Straße \| \| \| \| Wendeanlage Karl-Liebknecht-Straße \| \| \| \| Willem-van-Vloten-Straße \| \| \| \| Hörde Bf RE, RB \| \| \| \| Clarenberg U 41 \| \| \| \| Wendeanlage Clarenberg \| \| \| \| Rampe (geplant) \| \| \| \| Ringstraße (geplant) \| \| \| \| Overgünne (geplant) \| |  |                                          |                                          |
| U-Bahn-Strecke (im Tunnel) |  | weiter als Innenstadttunnel (siehe oben) | weiter als Innenstadttunnel (siehe oben) |
| U-Bahn-Haltepunkt / Haltestelle (im Tunnel) |  | Karl-Liebknecht-Straße                   | Karl-Liebknecht-Straße                   |
| |  | Wendeanlage Karl-Liebknecht-Straße       |                                          |
| U-Bahn-Haltepunkt / Haltestelle (im Tunnel) |  | Willem-van-Vloten-Straße                 | Willem-van-Vloten-Straße                 |
| U-Bahn-Bahnhof (im Tunnel) |  | Hörde Bf RE, RB                          | Hörde Bf RE, RB                          |
| U-Bahn-Haltepunkt / Haltestelle (im Tunnel) |  | Clarenberg U 41                          | Clarenberg U 41                          |
| |  | Wendeanlage Clarenberg                   |                                          |
| U-Bahn-Tunnelende (Strecke außer Betrieb) |  | Rampe (geplant)                          | Rampe (geplant)                          |
| U-Bahn-Haltepunkt / Haltestelle (Strecke außer Betrieb) |  | Ringstraße (geplant)                     | Ringstraße (geplant)                     |
| U-Bahn-Kopfbahnhof Streckenende (Strecke außer Betrieb) |  | Overgünne (geplant)                      | Overgünne (geplant)                      |

### Als Stadtbahnstrecke
Die Strecke nach Hörde besitzt den ältesten Stadtbahntunnel in Dortmund, er wurde am 27. Mai 1983 eröffnet und zunächst von Straßenbahnlinien befahren. Er ersetzte die Strecke an der Oberfläche zur Brücherhofstraße und führte zunächst nur von Hörde Bahnhof nach Clarenberg. An verkehrsschwachen Tagen wird die Strecke nach Hörde zeitweise im eingleisigen Verkehr betrieben, die Züge Richtung Clarenberg wechseln an der Märkischen Straße oder an der Karl-Liebknecht-Straße auf das Gleis Richtung Norden. Geplant ist eine Verlängerung der Strecke um etwa 900 Meter nach Benninghofen mit einer Haltestelle südlich der Straße "Overgünne" und einer Zwischenhaltestelle "Ringstraße" im Bereich zwischen den Einmündungen der Bojerstraße.

### Straßenbahn als Vorläufer
Die Stadtbahn hat auf dieser Strecke eine bereits 1881 eingeweihte Straßenbahnlinie ersetzt, die ursprünglich als Pferde- und Dampfbahn betrieben wurde und vom Burgtor durch Brückstraße (Gegenrichtung später Reinoldistraße), Betenstraße, Märkische Straße, Willem-van-Vloten-Straße (damals Dortmunder Straße) und Faßstraße (dieser Abschnitt früher Seekante) zur ersten Hörder Endhaltestelle am Markt im  Kreuzungsbereich der (heutigen) Hörder Hafenstraße mit der (heutigen) Seekante führte. Im Zuge der Elektrifizierung (bis 1896) wurde eine neue Strecke durch die Semerteichstraße (damals Viktoriastraße) zur Schlanken Mathilde (Haltestelle Post) gebaut, aber auch die alte Strecke zum Markt wurde noch eine Zeit lang elektrisch betrieben, wie ein historisches Postkartenfoto beweist: Auf „vor 1910“' datiert, zeigt es eine elektrische Straßenbahn beim Lokal Böllhoff, auf dem östlichen Abschnitt der heutigen Willem-van-Vloten-Straße, jenseits der Kreuzung mit der Semerteichstraße. Das bestätigt auch ein Stadtführer von 1905. Auch auf einem historischen Stadtplan von 1912 sind noch beide Streckenäste verzeichnet.
An der Schlanken Mathilde gab es ab 1899 die Möglichkeit, in die meterspurige Straßenbahn der Hörder Kreisbahn in Richtung Aplerbeck, Schwerte oder Hombruch umzusteigen, zum Beispiel für Aplerbecker Heimkehrer von einem abendlichen Sinfoniekonzert in der „Kronenburg“ an der Märkischen Straße.
Nach der Eingemeindung des größten Teiles des Landkreises Hörde (1929) und der Übernahme der Hörder Kreisbahn durch die Dortmunder Straßenbahn wurde die Meterspurstrecke nach Wellinghofen stillgelegt und der Abschnitt bis zur Brücherhofstraße auf Normalspur umgebaut.
Der Innenstadtabschnitt der Linie 1 erhielt nach dem Zweiten Weltkrieg ab Mitte der 1950er Jahre eine neue Führung vom Burgtor über den Freistuhl (eröffnet 1955), die Kampstraße (die drastisch verbreiterte Ost-West-Achse) zur Reinoldikirche und weiter durch die Kleppingstraße (neue Nord-Süd-Achse) zum Neutor (siehe Abschnitt U45 Süd und U49 Süd).
Zwischen der Hörder Brücke und der Wellinghofer Straße gab es für rund 50 Jahre eine etwa 130 m lange Hinterhof-Durchquerung, bis an dieser Stelle Anfang der 1960er Jahre der Schildplatz angelegt wurde und sich nach der Sperrung der Brücke für den Kfz-Verkehr zu einer wichtigen Umsteigestelle zu den südlichen Hörder Buslinien entwickelte.
| Linie | Linienweg (Tunnelstationen fett) |
| ----- | --- |
| 401   | Brambauer – Brechten – Externberg – Fredenbaum – Hauptbahnhof – Westentor – Kampstraße – Stadttheater – Neutor – Westfalendamm – Hörde Bahnhof – Clarenberg |
| 406   | Kirchderne – Schulte Röding – Burgholz – Reinoldikirche – Neutor – Westfalendamm – Hörde Bahnhof – Clarenberg                                               |

Nach Eröffnung des Innenstadttunnels wurde die Linie 401 in U41 umbenannt, die Linie 406 wurde zum Westfalenstadion umgeleitet. Die Züge der U41 fuhren wegen Einsprüchen beim Planungsverfahren jedoch weiterhin zwischen Märkische Straße und Hörde Bahnhof an der Oberfläche, das verbindende Tunnelstück mit den zwei U-Bahnhöfen Karl-Liebknecht-Straße und Willem-van-Vloten-Straße wurde am 24. August 1986 eröffnet. Zwischen Willem-von-Vloten-Straße und Hörde Bahnhof wurde ein kurzer Abschnitt im Einschnitt realisiert.

## U47 Süd
| \| \| \| weiter als Innenstadttunnel (siehe oben) \| \| \| \| \| Kohlgartenstraße \| \| \| \| \| Voßkuhle \| \| \| \| \| Max-Eyth-Straße \| \| \| \| \| Stadtkrone Ost bis 28. Mai 2000 Am Rosenplätzchen \| \| \| \| \| Hauptfriedhof \| \| \| \| \| \| \| \| \| \| Bundesstraße 1 \| \| \| \| \| Vahleweg bis 2016 \| \| \| \| \| \| \| \| \| \| Allerstraße/LWL-Klinik Dortmund seit Oktober 2016 \| \| \| \| \| Westendorfstraße \| \| \| \| \| Schürbankstraße \| \| \| \| \| Aplerbeck U 47 \| \| \| \| \| Marktplatz bis 1971 \| \| \| \| \| Benediktinerstraße bis 1971 \| \| \| \| \| DO-Aplerbeck Süd Bf bis 1971 \| \| \| \| \| Erlenbachstraße bis 1971 \| \| \| \| \| Aplerbeckermark bis 1971 \| \| \| \| \| Schwerter Wald bis 1971 \| \| |  |                                                   |                                                   |
| U-Bahn-Tunnelende |  | weiter als Innenstadttunnel (siehe oben)          | weiter als Innenstadttunnel (siehe oben)          |
| U-Bahn-Haltepunkt / Haltestelle |  | Kohlgartenstraße                                  | Kohlgartenstraße                                  |
| U-Bahn-Haltepunkt / Haltestelle |  | Voßkuhle                                          | Voßkuhle                                          |
| U-Bahn-Haltepunkt / Haltestelle |  | Max-Eyth-Straße                                   | Max-Eyth-Straße                                   |
| U-Bahn-Haltepunkt / Haltestelle |  | Stadtkrone Ost bis 28. Mai 2000 Am Rosenplätzchen | Stadtkrone Ost bis 28. Mai 2000 Am Rosenplätzchen |
| U-Bahn-Haltepunkt / Haltestelle |  | Hauptfriedhof                                     | Hauptfriedhof                                     |
| U-Bahn-Verschwenkung von links · U-Bahn-Verschwenkung von rechts (Strecke außer Betrieb) |  |                                                   |                                                   |
| U-Bahn-Bahnübergang (Strecke außer Betrieb) |  | Bundesstraße 1                                    | Bundesstraße 1                                    |
| U-Bahn-Strecke · U-Bahn-Haltepunkt / Haltestelle (Strecke außer Betrieb) |  | Vahleweg bis 2016                                 | Vahleweg bis 2016                                 |
| U-Bahn-Verschwenkung nach links · U-Bahn-Verschwenkung nach rechts (Strecke außer Betrieb) |  |                                                   |                                                   |
| U-Bahn-Haltepunkt / Haltestelle |  | Allerstraße/LWL-Klinik Dortmund seit Oktober 2016 | Allerstraße/LWL-Klinik Dortmund seit Oktober 2016 |
| U-Bahn-Haltepunkt / Haltestelle |  | Westendorfstraße                                  | Westendorfstraße                                  |
| U-Bahn-Haltepunkt / Haltestelle |  | Schürbankstraße                                   | Schürbankstraße                                   |
| U-Bahn-Kopfbahnhof Strecke ab hier außer Betrieb |  | Aplerbeck U 47                                    | Aplerbeck U 47                                    |
| U-Bahn-Haltepunkt / Haltestelle (Strecke außer Betrieb) |  | Marktplatz bis 1971                               | Marktplatz bis 1971                               |
| U-Bahn-Haltepunkt / Haltestelle (Strecke außer Betrieb) |  | Benediktinerstraße bis 1971                       | Benediktinerstraße bis 1971                       |
| U-Bahn-Haltepunkt / Haltestelle (Strecke außer Betrieb) |  | DO-Aplerbeck Süd Bf bis 1971                      | DO-Aplerbeck Süd Bf bis 1971                      |
| U-Bahn-Haltepunkt / Haltestelle (Strecke außer Betrieb) |  | Erlenbachstraße bis 1971                          | Erlenbachstraße bis 1971                          |
| U-Bahn-Haltepunkt / Haltestelle (Strecke außer Betrieb) |  | Aplerbeckermark bis 1971                          | Aplerbeckermark bis 1971                          |
| U-Bahn-Kopfbahnhof Streckenende (Strecke außer Betrieb) |  | Schwerter Wald bis 1971                           | Schwerter Wald bis 1971                           |

### Als Stadtbahnstrecke

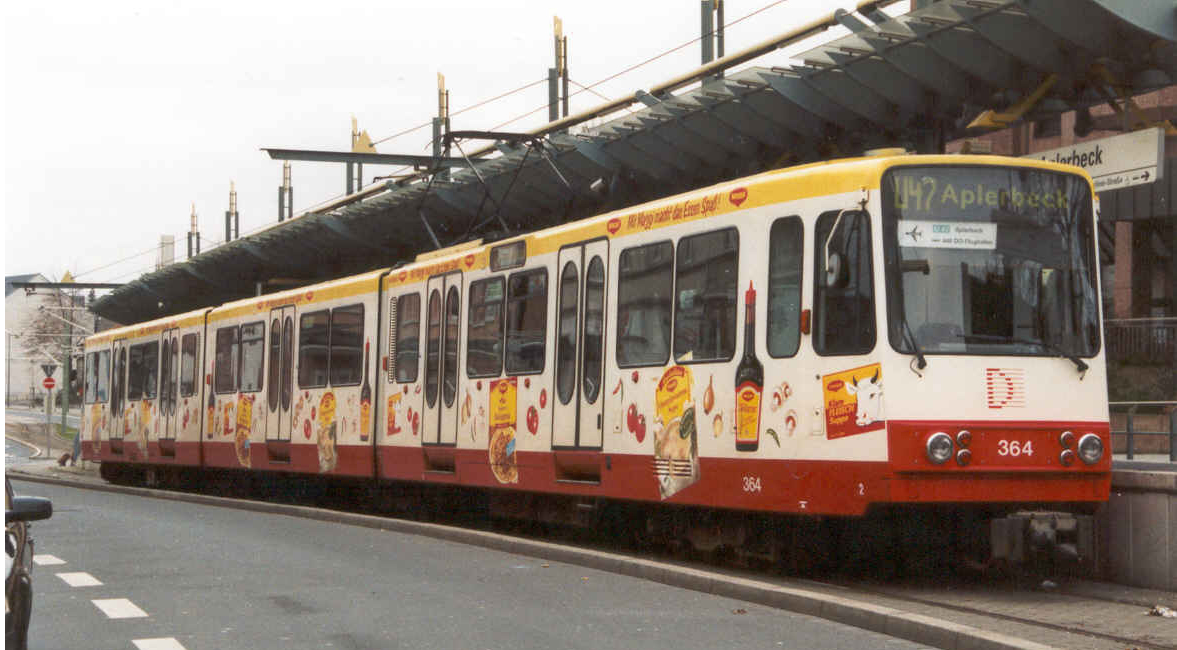
Zug in Aplerbeck

Im November 2016 wurde der Bahnübergang über die Bundesstraße 1 beim Abzweig aus dieser in die Marsbruchstraße stillgelegt, da er durch eine Unterführung ersetzt wurde. In diesem Zusammenhang wurden die ursprünglichen Haltestellen Vahleweg und Allerstraße durch eine neue Station Allerstraße/LWL-Klinik Dortmund ersetzt.

### Straßenbahn als Vorläufer
Die Straßenbahnstrecke nach Aplerbeck wurde in zwei Etappen am 17. Juni 1913 und am 20. August 1913 durch damals noch nahezu unbebautes Land entlang dem gleichzeitig gebauten Westfalendamm eröffnet, einer repräsentativen baumbestandenen Prachtstraße durch das beiderseitig entstehende Villenviertel Gartenstadt. Sie führte weiter entlang dem ab 1912 geplanten und nach 1919 gebauten Hauptfriedhof und der damaligen Weststraße (heutiger Name Marsbruchstraße). Sie wurde zunächst von der Linie 8 Hauptbahnhof – Aplerbeck bedient. Entlang des Nußbaumwegs (im Bereich der heutigen B 236) gab es eine Zweigstrecke zur ebenfalls 1913 angelegten Rennbahn, stillgelegt am 17. Oktober 1974. Bereits am 27. März 1902 hatten die Hörder Kreisbahnen eine meterspurige Linie von Asseln über Aplerbeck nach Schwerter Wald (damaliger Name Berghofen Gockel) eröffnet, diese wurde nach Übernahme der Hörder Kreisbahnen durch die Dortmunder Straßenbahn GmbH am 2. Mai 1929 eingestellt, stattdessen wurde am 1. September 1929 die Aplerbecker Linie auf leicht veränderter Strecke bis zum Schwerter Wald verlängert, wo weiterhin Anschluss an meterspurige Linien Richtung Hörde und Schwerte bestand. In diesem Zusammenhang fuhr nun erstmals die 7 nach Aplerbeck, während die 8 nun zum Hauptfriedhof fuhr. Bei dieser Linie 7 blieb es heute, wobei es zeitweise Verstärkerlinien (17 und 27) gab und die 7 nach Einführung des VRR-Tarifs 1980 in 407 und dann nach Inbetriebnahme des Innenstadttunnels 1984 in U47 umbenannt wurde. Der Abschnitt Aplerbeck – Schwerter Wald wurde jedoch schon am 1. April 1971 eingestellt.